# Лымарь, Людмила Дмитриевна
Людмила Дмитриевна Лымарь (р. 6 апреля 1947, Панфилово, Сталинградская область, СССР) — советская и украинская театральная актриса, режиссёр. Заслуженная артистка Украинской ССР (1982). Лауреат Государственной премии РСФСР им. К. С. Станиславского (1976). Художественный руководитель и основатель Киевского театра Серебряный остров (театр).

## Биография
Людмила Дмитриевна Лымарь родилась 5 марта 1947 года на станции Панфилово в Волгоградской области.
Окончила Волгоградское училище искусств (отделение актёров музыкальной комедии) и Киевский международный университет (режиссёрский факультет института театра, кино и телевидения).
Работала в Волгоградский театр юного зрителя, Ростовский областной академический молодёжный театр (бывший Ростовском театре им. Ленинского Комсомола), Ростовский академический театр драмы имени М. Горького.
Была одной из ведущих актрис трупы первого поколения Киевский академический театр драмы и комедии на левом берегу Днепра, в котором проработала 22 года.
В Киевская академическая мастерская театрального искусства «Созвездие» («Сузір’я») выпустила несколько моноспектаклей.
Заслуженная артистка Украинской ССР (1982)
Основатель, Художественный руководитель и Главный режиссёр киевского театра Серебряный остров (театр) («Срібний острів»).
Преподаёт актёрское мастерство в Институте театра кино и телевидения Киевского международного университета (КиМУ), профессор университета.

## Награды и звания
- Заслуженная артистка Украинской ССР (1982).
- Государственная премия РСФСР имени К. С. Станиславского (1976) — за исполнение роли Аксиньи в спектакле «Тихий Дон» М. А. Шолохова на сцене Ростовского ОДТ имени М. Горького

## Семья
- Муж — Коротов Юрий Степанович
- Дочь — Ершова Анастасия Юрьевна
- Внук — Руденко Иван Сергеевич
- Внучка — Ершова Екатерина Евгеньевна

## Творчество

### Театр

#### Роли в театре

##### Ростовский академический театр драмы имени М. Горького
- Аксинья — «Тихий Дон», М. А. Шолохов;
- Павла — «Зыковы», А. М. Горький.

##### Киевский академический театр драмы и комедии на левом берегу Днепра
- Женни Маркс — «Такая долгая и счастливая жизнь» (реж. Э. М. Митницкий);
- Комиссар — «Оптимистическая трагедия», В. Вишневский;
- Абби — «Любовь под вязами», Ю.О’Нил (реж. И. Ш. Пеккер);
- Нинель — «Шесть старых дев и один мужчина», О.Иоселиани (реж. Э. М. Митницкий);
- Настасья Филипповна — «Настасья Филипповна», Ф. М. Достоевский (реж. В. П. Салюк);
- Аркадина — «Чайка», А. П. Чехов (реж. В. Козменко-Делинде);
- Каролина Эшли — «Белый джаз Каролины Эшли» по пьесе С. Моэма «Недосягаемая» (реж. А. И. Лисовец);
- Лавра — «Эшелон», М. Рощин (реж. Г. И. Боровик);
- Гитель — «Двое на качелях», У.Гибсон (реж. Г. И. Боровик);
- Рахиль — «Жених из Иерусалима» по пьесе Йосифа Б. Йосифа «Трудные люди» (реж. Г. И. Боровик);
- Варя — «Ребенок к ноябрю», Л. Жуховицкий (реж. К. И. Дубинин);

и др.

##### Киевская академическая мастерская театрального искусства «Созвездие»(«Сузір’я»)
- «Відьма», Т. Г. Шевченко (реж. Г. И. Боровик);
- «Одержимая», Леся Украинка (реж. Г. И. Боровик);
- «Человеческий голос», Жан Кокто (реж. Г. И. Боровик);
- «Прощальный ужин» по романсам А. Н. Вертинского (реж. С.Ефремов и Э.Смирнова);
- «Зачароване коло» по пьесе Екатерины Дымчук (реж. А. П. Кужельный).

#### Постановки в театре

##### Серебряный остров (театр)
- «Морфий» (по «Запискам юного врача» Михаила Булгакова)
- «А за что тебя даром любить?!» по пьесе А. Н. Островского «Доходное место»
- «Татуированная роза» Тенесси Уильямса
- «Мені тринадцятий минало» по повести С. Васильченка «В бур’янах»
- «Бусы всеобщей любви» по пьесе Леонарда Герша «Такие свободные бабочки».
- «Ювелиры» по пьесе Музы Павловой из цикла «Маленькие пьесы для балагана»
- «Волшебная лампа Аладдина» (сказка)
- «Детектор лжи» по пьесе Василия Сигарева.
- «Хитроумная вдова» по пьесе Карло Гольдони.
- «Наташина мечта» по пьесе Ярославы Пулинович.
- «Тысяча одна страсть» Рассказы А. П. Чехова
- «Алые паруса» А.Грина по пьесе «Ассоль» Павла Морозова
- «Беда от нежного сердца» (водевиль) В. А. Соллогуб
- «Курица» Николай Коляда
- «Дамский портной» по пьесе Жоржа Фейдо